# ŽRK Sinj
Ženski rukometni klub Sinj hrvatski je ženski rukometni klub iz grada Sinja. Klub je osnovan 1976. godine i danas se natječe u 1. HRL za žene, najvišem rangu hrvatskog ženskog rukometa.

## Povijest i djelovanje
ŽRK Sinj osnovan je 1976. godine, a kroz desetljeća se afirmirao kao sportsko središte za ženski rukomet u Dalmaciji. Seniorska ekipa kluba trenutno se natječe u 1. HRL za žene, a u sezoni 2024./25. zauzela je 9. mjesto te je stigla do četvrtfinala Kupa Hrvatske.
U posljednjih nekoliko sezona mlade ekipe ostvarile su značajne rezultate:
- 2. mjesto na Prvenstvu Hrvatske u kategoriji U-16 (sezona 2021./22.)
- 3. mjesto na Prvenstvu Hrvatske u kategoriji U-12 (sezona 2022./23.)
- 3. mjesto na Prvenstvu Hrvatske u kategoriji U-13 (sezona 2023./24.)

## Poznate igračice
Više bivših i sadašnjih igračica ŽRK Sinj imalo je nastupe za hrvatsku žensku rukometnu reprezentaciju. Među njima su:
- Vesna Milanović-Litre
- Iva Milanović-Litre
- Ivanka Hrgović
- Marija Hrgović
- Maja Zebić
- Andrea Čović
- Žana Živalj
- Matea Pletikosić
- Anamarija Gugić

## Dvorana
Svoje domaće utakmice klub igra u Gradskoj sportskoj dvorani Ivica Glavan – Ićo u Sinju.

## Vanjske poveznice
- Službena stranica ŽRK Sinj
- Facebook stranica
- Instagram profil
- Ferata.hr – vijesti o ŽRK Sinj